# Liste der Biografien/Harc
Liste der Biografien |
Portal Biografien |
Personensuche
# |
A |
B |
C |
D |
E |
F |
G |
H |
I |
J |
K |
L |
M |
N |
O |
P |
Q |
R |
S |
T |
U |
V |
W |
X |
Y |
Z |
?
 
Ha |
Hd |
He |
Hi |
Hj |
Hk |
Hl |
Hm |
Hn |
Ho |
Hr |
Hs |
Ht |
Hu |
Hv |
Hw |
Hy
 
Haa |
Hab |
Hac |
Had |
Hae–Haf |
Hag |
Hah |
Hai |
Haj |
Hak |
Hal |
Ham |
Han |
Hao |
Hap |
Haq |
Har |
Has |
Hat |
Hau |
Hav |
Haw |
Hax |
Hay |
Haz
 
Hara |
Harb |
Harc |
Hard |
Hare |
Harf |
Harg |
Harh |
Hari |
Harj |
Hark |
Harl |
Harm |
Harn |
Haro |
Harp |
Harr |
Hars |
Hart |
Haru |
Harv |
Harw |
Harx |
Hary |
Harz
Die Liste der Biografien führt alle Personen auf, die in der deutschsprachigen Wikipedia einen Artikel haben. Dieses ist eine Teilliste mit 30 Einträgen von Personen, deren Namen mit den Buchstaben „Harc“ beginnt.

## Harc

### Harch
- Harchebi, Hohepriester des Amun
- Harchebi, ägyptischer Astronom
- Harchuf, ägyptischer Entdecker

### Harck
- Harck, Fritz von (1855–1917), deutscher Kunsthistoriker, Kunstsammler und Mäzen
- Harck, Michael (1954–2019), deutscher Schauspieler, Hörspiel- und Synchronsprecher
- Harck, Ole Søren (* 1940), deutscher Hochschullehrer und Prähistoriker
- Harckensee, Walter (1893–1968), deutscher Politiker (Deutschen Aufbaupartei, Deutsche Konservativen Partei, DKP-DRP), MdL

### Harcl
- Harclay, Andrew, 1. Earl of Carlisle († 1323), englischer Militär und Rebell
- Harclay, Michael, englischer Ritter und Politiker

### Harco
- Harcourt, Alison (* 1929), australische Mathematikerin und Wirtschaftswissenschaftlerin
- Harcourt, Anne Pierre d’ (1701–1783), französischer Adliger, Gouverneur der Normandie, Marschall von Frankreich
- Harcourt, Armand d’ (1883–1975), französischer Konteradmiral
- Harcourt, Augustus George Vernon (1834–1919), britischer Chemiker
- Harcourt, Bernard E. (* 1963), US-amerikanischer Rechts- und PolitikwissenschaftlerBernard E. Harcourt (* 1963)

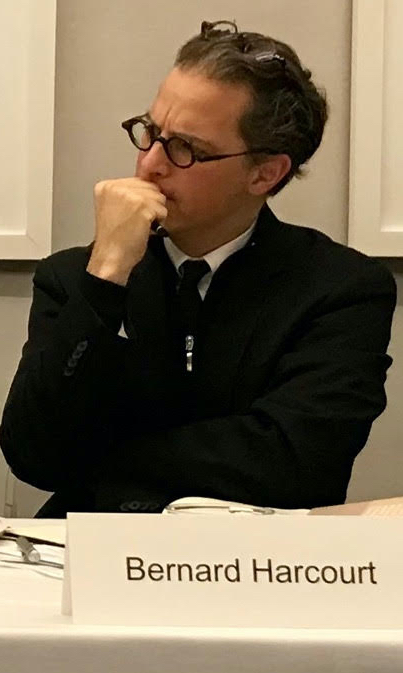
Bernard E. Harcourt (* 1963)

- Harcourt, Bruno d’ (1899–1930), französischer Automobilrennfahrer
- Harcourt, François d’, duc (1689–1750), französischer Militär
- Harcourt, François-Henri d’ (1726–1802), französischer General, Herzog und Pair von Frankreich
- Harcourt, Geoffrey (1931–2021), australischer Wirtschaftswissenschaftler und Wirtschaftshistoriker
- Harcourt, George (1868–1947), schottisch-britischer Maler
- Harcourt, Henri d’ (1654–1718), Marschall und Pair von Frankreich
- Harcourt, Michael (* 1943), kanadischer Politiker
- Harcourt, Philip de († 1163), Lordkanzler und Siegelbewahrer von England, Dekan von Beaumont und Lincoln, sowie Bischof von Evreaux
- Harcourt, Robert († 1470), englischer Ritter
- Harcourt, Robert d’ (1881–1965), französischer Germanist und Mitglied der Académie française
- Harcourt, Simon, 1. Viscount Harcourt (1661–1727), englischer Politiker und Lordkanzler
- Harcourt, William Vernon (1827–1904), britischer Politiker (Liberal Party), Mitglied des House of Commons
- Harcourt-Smith, David (1931–2024), britischer Air Chief Marshal

### Harcs
- Harcsa, Veronika (* 1982), ungarische Jazzsängerin und Komponistin
- Harcsa, Zoltán (* 1992), ungarischer Boxer

### Harcz
- Harczi, Zsolt (* 1967), ungarischer Tischtennisspieler